# Liliana Hodorogea
Liliana Hodorogea (n. 20 mai 1959, Liești) este o actriță română de teatru. 
A absolvit Institutul de Artă Teatrală și Cinematografică din București în promoția 1989, la clasa profesorului Dem Rădulescu, având ca asistent pe Adriana Popovici. Este angajată la Teatrul Național „Ion Luca Caragiale” din anul 1990 și până în prezent.
În anul 2007 a câștigat Marele trofeu al Festivalului național de rostire a creației eminesciene "Luceafărul", pentru regia și interpretarea piesei "Abia înțelese".

## Activitate artistică, la Teatrul Național I.L. Caragiale București
- ANDROMACA – „ Troienele – O Trilogie Antică” , regia Andrei Șerban
- „ Audiția” , regia Andrei Șerban
- CIUPICI – rol principal – „Patrihoții” după texte de Vasile Alecsandri, regia Mihai Manolescu
- FATA – rol principal – „ Mașinăria Hamlet” de Heiner Muller, regia Bob Wilson
- VĂDUVA – rol principal – „ Copacul cu iluzii” de Mihail Kogălniceanu, regia Irina Popescu – Boeriu
- LUCIETTA – rol principal – „Gâlcevile din Chioggia” de Carlo Goldoni,  regia Dana Dima
- MARTIRIO – rol principal – „Casa Bernardei Alba” de Federico Garcia Lorca, regia Felix Alexa
- OANA – rol principal – „Nimic despre Hamlet” de Radu F. Alexandru, regia Tudor Mărăscu
- STĂPÂNA CASEI DE TOLERANȚĂ – rol secundar - „Amanții însângerați” de C. Monzaemon, regia Alexandru Tocilescu
- SOȚIA   -  rol principal - „Revelion la Terzo Mondo” de Ovidiu Moldovan, regia Mihai Manolescu
- IVA – rol principal – „Coada” de Paul Everac, regia Paul Everac
- DRA WERNER  -  rol principal  -  „Ultima oră” de M. Sebastian, regia Anca Ovanez Doroșenco (din 2006)
- MARIA CAROLINA   -  rol secundar  -  „Sâmbătă, duminică, luni” de Eduardo de Filippo, regia Dinu Cernescu, 2007

Apariții în spectacole ca: „ Livada de vișini” de A.P.Cehov, regia Andrei Șerban, „Ghetto” de Josua Sobol, regia Victor Ioan Frunză, „ Orfeu în infern” de T. Williams, regia Mihai Manolescu, „Bacantele” după Euripide, regia Mihai Măniuțiu, „Roberto Zucco” de Koltes, regia Felix Alexa.

## Filmografie
- În fiecare zi mi-e dor de tine (1988)
- Maria și marea (1989)
- Iubire cu parfum de lavandă (2024)